# Tiroidectomía
La tiroidectomía es la remoción parcial o total de la glándula tiroides indicada en pacientes con desórdenes tanto funcionales como en el hipertiroidismo, neoplásicos e inflamatorios nombrando entre ellos tiroiditis de Hashimoto. Existen enfermedades carenciales como bocio endémico, que pueden llegar a afectar el proceso de deglución y respiración normal, aparte de la apariencia física, debido al aumento exagerado de tamaño de la glándula, lo que obliga a realizar este procedimiento.

## Tipos
Existen, algunos tipos de tiroidectomía que pueden ser utilizados con mayor preferencia dependiendo la patología a tratar:
- Total: es la completa extirpación de la glándula, indicada principalmente en neoplasias malignas de la tiroides, además de ciertos tumores de laringe y cuello que pueden llegar a hacer metástasis en ella.
- Subtotal o parcial: Intervención en la cual se retira parte de la tiroides pero no toda con el fin de no provocar cuadros futuros de hipotiroidismo, comúnmente se puede llegar a extraer del 90 al 95% de la glándula, está poco después de la cirugía comienza de nuevo a proliferar y poco a poco ir recuperando su función normal.

También se pueden encontrar otro tipo de clasificación que están englobadas dentro de la subtotal: la hemitiroidectomía, siendo esta la remoción de uno de los lóbulos y la istmectomía tiroidea que hace referencia a la sustracción del istmo glandular.

## Indicaciones
- Enfermedad de Graves Basedow
- Hipertiroidismo
- Tumor maligno de tiroides

Un nódulo frío hace sospechar un cáncer de tiroides.

- Tumor maligno de laringe o de cualquiera de las estructuras del cuello que la rodean
- Tiroiditis de Hashimoto
- Bocio
- Razones cosméticas

## Complicaciones
Como en todo proceso quirúrgico siempre existe la posibilidad que después de realizar la intervención se desencadenen otro tipo de enfermedades, la más frecuente en este caso es el hipotiroidismo. Paradójicamente también se puede producir un estado de hipertiroidismo conocido como tormenta tiroidea, pudiendo aparecer de manera espontánea o precipitarse por infección, estrés o la realización de la tiroidectomía en un paciente preparado incorrectamente con fármacos anti tiroideos.
Además de la nombradas anteriormente existen complicaciones que se pueden producir durante la cirugía citando entre ellas, el hipoparatiroidismo producido por la extirpación accidental o intencional de la glándula paratiroides, la lesión de los nervios laríngeos recurrentes capaz de producir la pérdida del habla.
Dentro del proceso de curación normal pueden aparecer otro número más de obstáculos para el buen fin de este procedimiento médico como lo son la infección, las hemorragias y / o hematomas y los queloides.
- Datos: Q1351681
- Multimedia: Thyroidectomy / Q1351681